# Гайченко Сергій Валерійович
Сергі́й Валері́йович Га́йченко (нар. 9 вересня 1993 року, с. Михайлівка, Синельниківський район, Дніпропетровська область  — 26 березня 2021 року, с-ще Шуми, Бахмутський район, Донецька область) — старший солдат, командир бойової машини — командир відділення 109-го окремого гірсько-штурмового батальйону 10-ї окремої гірсько-штурмової бригади Збройних сил України, учасник російсько-української війни.

## Життєпис
Сергій Гайченко народився 9 вересня 1993 року в селі Михайлівка Синельниківського району Дніпропетровської области України.
Після закінчення 9 класу середньої школи в 2008 році вступив до Дніпропетровського технікуму залізничного транспорту, який закінчив 31 травня 2012 року та отримав диплом молодшого спеціаліста з кваліфікацією «технік-електрик». 4 липня 2012 року прийнятий електромонтером з ремонту та обслуговування електроустаткування 3 розряду в Енергогосподарство МКП «Дніпропетровський електротранспорт». Після виконання кваліфікаційних вимог у квітні 2013 року комісія ухвалила рішення про присвоєння 4 розряду. 13 травня 2013 року Сергія звільнили за власним бажанням.
У 2015 році був призваний на військову строкову службу до Окремого президентському полку України, брав участь у параді з нагоди Дня Незалежності України.
20 вересня 2019 року був призваний на військову службу за контрактом Синельниківським об'єднаним міським територіальним центром комплектування та соціальної підтримки Дніпропетровської області.
Загинув 26 березня 2021 року внаслідок вогню ворожого снайпера поблизу селища Шуми на Донеччині — йшов на допомогу групі саперів, котру холоднокровно розстрілювали ворожі снайпери. Тоді ж загинули підполковник Сергій Коваль, старші сержанти Сергій Барнич та Максим Абрамович, тяжких поранень зазнав старшина Сергій Бруска, поранень середньої тяжкости — старший солдат Гещук.
Похований 30 березня 2021 року в рідній Михайлівці. Залишилися мати та молодший брат.

## Відзнаки
- Подяка міністра оборони України (24 серпня 2016) — за активну участь у підготовці та проведенні параду військ з нагоди 25-ї річниці незалежності України.
- Указом Президента України № 149/2021 від 07 квітня 2021 року «за особисту мужність і самовіддані дії, виявлені у захисті державного суверенітету та територіальної цілісності України» — нагороджений орденом «За мужність» III ступеня (посмертно)[3].